# Rapha Condor JLT/Saison 2015
Dieser Artikel listet Erfolge und Fahrer des Radsportteams Rapha Condor JLT in der Saison 2015 auf.

## Abgänge – Zugänge
| Zugänge         | Team 2014           | Abgänge           | Team 2015              |
| --------------- | ------------------- | ----------------- | ---------------------- |
| Richard Lang    | Team Raleigh (2013) | Hugh Carthy       | Caja Rural-Seguros RGA |
| Dante Carpenter | Neoprofi            | Chris Opie        | One Pro Cycling        |
| David McCarthy  | Neoprofi            | Elliott Porter    | Team 3M                |
| Joseph Moses    | Neoprofi            | Jack Sadler       | Team 3M                |
| Harry Tanfield  | Neoprofi            | Will Stephenson   | Unbekannt              |
|                 |                     | Daniel Whitehouse | Unbekannt              |

## Mannschaft
| Name                | Geburtstag        | Nationalität           |
| ------------------- | ----------------- | ---------------------- |
| Graham Briggs       | 14. Juli 1983     | Vereinigtes Königreich |
| Dante Carpenter     | 12. August 1994   | Vereinigtes Königreich |
| Edward Clancy       | 12. März 1985     | Vereinigtes Königreich |
| Michael Cuming      | 18. Dezember 1990 | Vereinigtes Königreich |
| Felix English       | 11. Oktober 1992  | Irland                 |
| Luke Grivell-Mellor | 9. Februar 1993   | Vereinigtes Königreich |
| Richard Handley     | 1. September 1990 | Vereinigtes Königreich |
| Kristian House      | 6. Oktober 1979   | Vereinigtes Königreich |
| Richard Lang        | 23. Februar 1989  | Australien             |
| Edward Laverack     | 27. Juli 1994     | Vereinigtes Königreich |
| David McCarthy      | 15. März 1995     | Irland                 |
| Joseph Moses        | 10. März 1994     | Vereinigtes Königreich |
| Thomas Moses        | 3. Mai 1992       | Vereinigtes Königreich |
| Harry Tanfield      | 17. November 1994 | Vereinigtes Königreich |